# Vincenzo Poggi
Vincenzo Poggi (10 marzo 1903 – ...) è stato un calciatore italiano, di ruolo attaccante.

## Carriera
Con la Speranza Savona disputa 9 gare nel campionato di Prima Divisione 1922-1923.